# Metcalfiella gigantea
Metcalfiella gigantea är en insektsart som beskrevs av Leon Fairmaire 1846. Metcalfiella gigantea ingår i släktet Metcalfiella och familjen hornstritar. Inga underarter finns listade i Catalogue of Life.